# L'atac dels tomàquets assassins
L'atac dels tomàquets assassins (títol original: Attack of the Killer Tomatoes!) és una pel·lícula dels Estats Units dirigida per John De Bello, estrenada el 1978, que parodia les pel·lícules de ciència-ficció, pertanyent al gènere de la comèdia de terror. Dirigida amb un pressupost de menys de 100.000$, va tenir un èxit tal que altres tres pel·lícules la van seguir: Return of the Killer Tomatoes! (1988), Killer Tomatoes Strike Back!  (1990) i Killer Tomatoes Eat France! (1991), totes tres igualment dirigidas per De Bello. Ha estat doblada al català.

## Argument
La humanitat s'ha d'enfrontar a un nou perill: l'atac de tomàquets mutants i carnívors.

## Repartiment
- David Miller: Mason Dixon
- George Wilson: Jim Richardson
- Sharon Taylor: Lois Fairchild
- J. Stephen Peace: Wilbur Finletter
- Ernie Meyers: el president
- Eric Christmas: el Senador Polk
- Ron Shapiro: el periodista
- Al Sklar: Ted Swan
- Jerry Anderson: el major Mills
- Don Birch: el vell
- Tom Coleman: el soldat cantant
- Art K. Koustik: El director de la FIA
- Jack Nolen: el Senador McKinley
- Paul Oya: El Doctor Nokitofa
- John Qualls: el capità

## Al voltant de la pel·lícula
- El rodatge s'ha desenvolupat a San Diego, Califòrnia.
- La caiguda de l'helicòpter no era intencional[3] i ha costat més que tota la resta de la producció.
- El títol de la pel·lícula és una picada d'ull a les nombroses pel·lícules de ciència-ficció dels anys 50 que van posar en escena invasions de criatures anormalement desmesurades: Attack of the Crab Monsters (1957), o Attack of the 50 Foot Woman (1958)

## Banda original
- Theme from Attack of the Killer Tomatoes!, interpretat per John De Bello
- Puberty Love, interpretat per Matt Cameron
- The Mindmaker Song, interpretat per Costa Dillon, John De Bello i Steve Peace
- Tomato Stomp, interpretat per Costa Dillon, John De Bello i Steve Peace
- Love Theme from Attack of the Killer Tomatoes!, interpretat per Costa Dillon, John De Bello i Steve Peace